# Diocesi di Emmaus

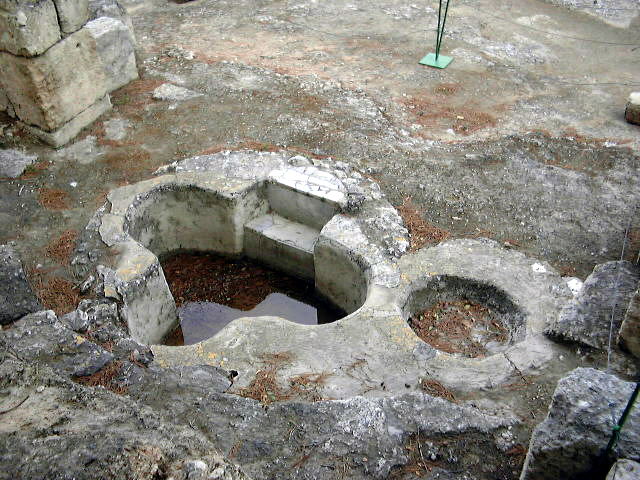
Il battistero di Nicopoli, risalente al V secolo.

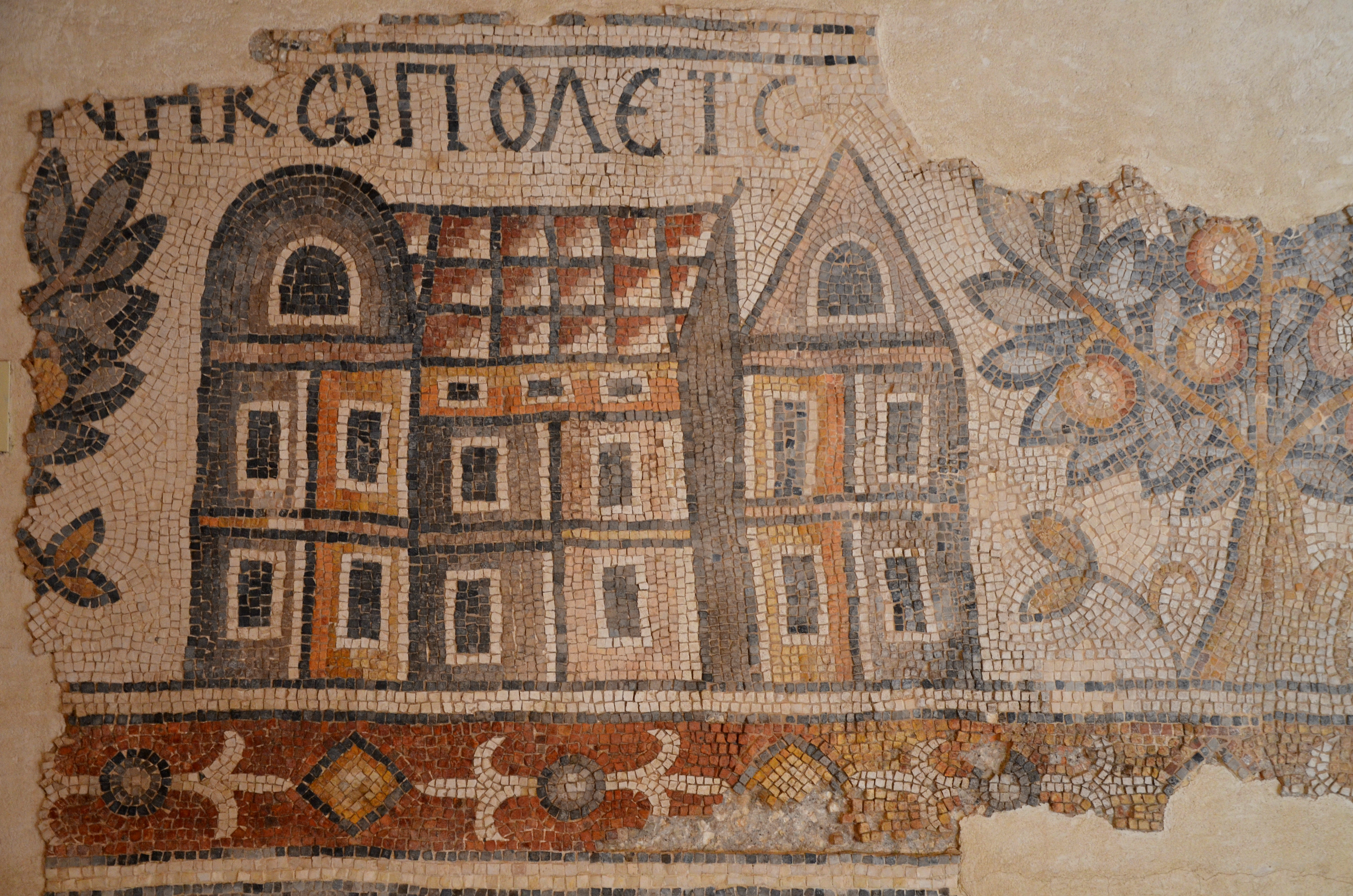
La basilica di Nicopoli rappresentata nel mosaico di Ma'in.

La diocesi di Emmaus (in latino Dioecesis Emmausensis) è una sede soppressa e sede titolare della Chiesa cattolica.

## Storia
Emmaus è un'antica sede vescovile della provincia romana della Palestina Prima nella diocesi civile d'Oriente. Faceva parte del patriarcato di Gerusalemme ed era suffraganea dell'arcidiocesi di Cesarea.
Persiste a tutt'oggi un problema di identificazione geografica della biblica Emmaus, per cui sono diversi i luoghi in Israele e Palestina che sono stati proposti: Amwās-Nicopoli, Abu-Ghosh/Kiryat Anavim, Al-Qubeibeh, Beit Mizzeh. Tra questi l'Annuario pontificio sceglie Amwās-Nicopoli, seguendo la tradizione bizantina.
Infatti, a partire almeno dal IV secolo si è imposto il sito di Nicopoli come luogo dell'Emmaus evangelica, soprattutto per le testimonianze autorevoli di Eusebio di Cesarea e di san Girolamo, che identificano le due località. Il sito antico, già menzionato nel II secolo a.C., fu prima abbandonato e poi distrutto nei primi decenni dell'era cristiana. Venne ricostruito durante le campagne di Vespasiano e fu chiamato Nicopolis, che divenne sede episcopale con l'affermarsi del cristianesimo.
Sono tre i vescovi di Nicopoli tramandati dalle fonti letterarie. Pietro prese parte al concilio di Nicea del 325. Rufo o Prisciano fu presente al concilio di Costantinopoli del 381. Zenobio fu tra i vescovi palestinesi che sottoscrissero la lettera redatta in occasione del sinodo patriarcale di Gerusalemme del 536 contro i monofisiti.
Nel sito di Nicopolis sono state scoperte alcune iscrizioni mosaicate; una di queste, datata tra V e VI secolo, riporta il nome del vescovo Giovanni; un'altra, datata al VI secolo, menziona un vescovo, il cui nome tuttavia è andato perduto.
A Nicopoli e nel suo territorio sorsero diversi monasteri. Gli Apophthegmata Patrum menzionano il monaco abba Gelasio, che verso la metà del V secolo risiedeva a Nicopoli. Tra i monasteri si ricorda in particolare quello fondato da san Saba agli inizi del VI secolo.
Gli scavi archeologici a Emmaus-Nicopoli hanno riportato alla luce un complesso ecclesiale costituito da una basilica a tre navate, da una chiesa più piccola dotata di un battistero e da edifici annessi, probabilmente il palazzo episcopale. Nel sito di Ma'in, presso Madaba, è stato scoperto un importante mosaico, risalente all'VIII secolo, nel quale, tra le altre cose, è rappresentata in forma stilizzata anche la basilica di Nicopoli, chiaramente indicata dalla didascalia in greco presente nello stesso mosaico.
Con l'avvento dell'Islam, Nicopoli cadde in rovina, e mutò il proprio nome in Amwās. Durante l'epoca crociata, nel XIII secolo, le rovine bizantine furono restaurate dai crociati, che riedificarono in parte l'antica basilica, in seguito caduta nuovamente in rovina. Il villaggio arabo di Amwās fu raso al suolo durante la guerra dei Sei Giorni (1967).
Dal XVIII secolo Emmaus è annoverata tra le sedi vescovili titolari della Chiesa cattolica; dal 29 ottobre 1994 il vescovo titolare è Giacinto-Boulos Marcuzzo, già vescovo ausiliare di Gerusalemme dei Latini.

## Cronotassi

### Vescovi greci di Nicopoli
- Pietro † (menzionato nel 325)
- Rufo o Prisciano † (menzionato nel 381)
- Giovanni † (V/VI secolo)
- Anonimo † (VI secolo)
- Zenobio † (menzionato nel 536)

### Vescovi titolari di Emmaus
- Bartolomeo Fargna † (7 febbraio 1729 - prima del 2 ottobre 1730 deceduto)
- Lothar Friedrich von Nalbach † (2 ottobre 1730 - 11 maggio 1748 deceduto)
- Kajetan Ignacy Sołtyk † (22 settembre 1749 - 19 aprile 1756 succeduto vescovo di Kiev-Černihiv)
- Franciszek Kobielski † (28 gennaio 1760 - 1º maggio 1766 deceduto)
- Adam Stanisław Naruszewicz, S.I. † (13 marzo 1775 - 28 novembre 1788 succeduto vescovo di Smolensk)
- Johann Maximilian von Haunold † (18 giugno 1792 - 20 gennaio 1807 deceduto)
- Jean-Denis Gauthier, M.E.P. † (10 dicembre 1839[13] - 8 dicembre 1877 deceduto)
- Henricus den Dubbelden † (14 gennaio 1842 - 1851 deceduto)
- James Laird Patterson † (20 aprile 1880 - 3 dicembre 1901 deceduto)
- Charles Algernon Stanley † (12 febbraio 1903 - 23 aprile 1928 deceduto)
- Giuseppe Signore † (1º dicembre 1928 - 11 agosto 1944 deceduto)
- Joseph Patrick Donahue † (27 gennaio 1945 - 26 aprile 1959 deceduto)
- Jolando Nuzzi † (8 agosto 1959 - 20 maggio 1961 nominato vescovo di Campagna)
- Carlo Maccari † (10 giugno 1961 - 31 ottobre 1963 nominato arcivescovo, titolo personale, di Mondovì)
- Franco Costa † (18 dicembre 1963 - 22 gennaio 1977 deceduto)
- Giacinto-Boulos Marcuzzo, dal 29 ottobre 1994